# Omnibus-Verkehr Ruoff

Logo der OVR bis 2015

Die Omnibus-Verkehr Ruoff GmbH (OVR) mit Sitz in Waiblingen ist als Busverkehrsunternehmen im Linienverkehr tätig. Sie gehört zur Transdev GmbH und unterhält fünf Standorte in Württemberg.

## Geschichte

### Ruoff
Am 23. August 1926 meldete Richard Ruoff beim Oberamt Waiblingen einen Ford-Lastkraftwagen zur Zulassung an. Die Ladefläche wurde mit Sitzbänken versehen und der öffentliche Linienverkehr zwischen Korb und dem Waiblinger Bahnhof aufgenommen. Dies war der Beginn des Verkehrsunternehmens Ruoff. Bereits kurze Zeit später wurde der Laster durch einen kleinen Omnibus ersetzt, der wegen seiner grünen Farbe und seiner Form von den Fahrgästen schnell als „Laubfrosch“ betitelt wurde. 1932 waren es schon zwölf Busse.
Die Verkehrsbetrieb Ruoff war damals eines der ersten Unternehmen, das in großem Umfang Reisebustouristik betrieb. Ziele wie Paris oder Venedig standen auf dem Programm und ließen den Namen Ruoff in der Fachbranche bekannt werden. Ende der 1980er Jahre war der Busverkehrsbetrieb Ruoff finanziell angeschlagen. Der harte Wettbewerb im Bereich der Bustouristik hatte wesentlich dazu beigetragen. 1990 übernahm die Württembergische Eisenbahn-Gesellschaft (WEG) den Betrieb und stellte das Unternehmen als Omnibus-Verkehr Ruoff GmbH (OVR) wieder auf eine solide wirtschaftliche Grundlage, indem das Reiseangebot nach und nach ausgedünnt wurde.
Im Jahr 2000 wurde die WEG mit ihren Tochtergesellschaften OVR und WEG-KVG von Connex (später Veolia Verkehr, heute Transdev GmbH) übernommen.
Heute betreibt die OVR hauptsächlich Linienverkehre im Rems-Murr-Kreis, im Landkreis Ludwigsburg, Landkreis Heilbronn und im Zollernalbkreis. Die Schwerpunkte liegen im Stadtlinienverkehr in Waiblingen und Albstadt sowie im Regionalverkehr im nördlichen Rems-Murr-Kreis, im Strohgäu und im Kochertal.

### WEG-KVG
Ab 1928 betrieb die Württembergische Eisenbahn-Gesellschaft (WEG) eigene Kraftfahrzeuglinien und machte zum Teil ihren eigenen Bahnen selbst Konkurrenz, indem Buslinien parallel zu den Bahnstrecken eingerichtet wurden. 1955 wurde als 100-prozentige Tochtergesellschaft die WEG-Kraftverkehrs-GmbH (WEG-KVG) gegründet, zu der bis etwa 1996 auch eine Spedition mit eigenen LKW gehörte.
Im Jahr 1993 verlegten WEG und WEG-KVG ihren Sitz von Stuttgart nach Waiblingen-Beinstein auf das OVR-Gelände.
Mit Wirkung zum 1. Januar 2008 wurde die WEG-Kraftverkehrs-GmbH auf die Omnibus-Verkehr Ruoff GmbH verschmolzen. An den Betriebsstandorten der bisherigen WEG-KVG firmierte man bis 2012 weiterhin unter der Marke WEG, bis der Außenauftritt sukzessive auf OVR umgestellt wurde.
Darüber hinaus wurde bis Mitte 2011 die Schulbuslinie 469 von Amstetten nach Schalkstetten innerhalb des Verkehrsverbunds DING bedient. Diese Buslinie resultierte aus der Einstellung des regulären Personenverkehrs auf der WEG-eigenen Bahnstrecke Amstetten–Gerstetten im Jahr 1996. Die Fahrleistungen wurden bis zum Verkauf an die Firma Merkle von einem Subunternehmer – der Fa. Häge in Geislingen – erbracht.

## Standorte
Waiblingen

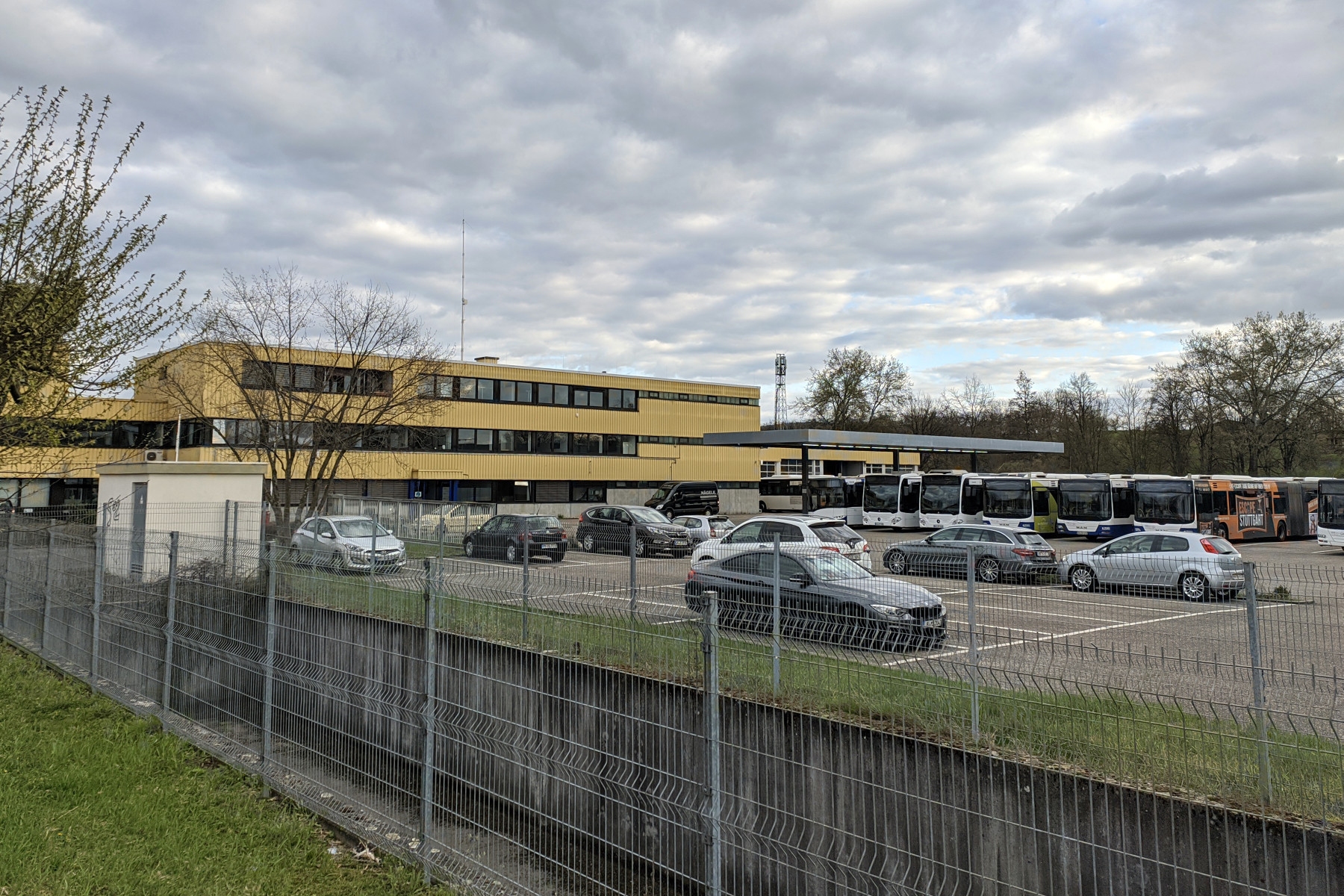
OVR-Hauptsitz in Waiblingen

Am Hauptsitz in Waiblingen verfügt die OVR über einen Betriebshof im Stadtteil Beinstein. Auf dem 17.659 Quadratmeter großen Areal sind 32 Busse abgestellt. Die Werkstatt, die als Zentralwerkstatt für die OVR-Standorte Waiblingen, Backnang und Hemmingen sowie für das Schwesterunternehmen Württembergische Bus-Gesellschaft (WBG) fungiert, gewährleistet die Wartung und Instandhaltung der rund 90 von ihr betreuten Omnibusse. Eine Waschanlage mit Brauchwasseraufbereitung sorgt dafür, dass die Busse auch äußerlich in gutem Zustand sind.
Den Betriebshof nutzte außerdem das Unternehmen Eisemann für seine im Raum Waiblingen im Auftrag der OVR eingesetzten Busse. Des Weitern erfolgte eine Mitbenutzung des Betriebshof durch das Esslinger Busunternehmen Fischle von Januar 2019 bis Juni 2025, als dieses die Buslinien in Waiblingen betrieben hatte.
Backnang
Seit Dezember 2003 wird auch in Backnang auf einem 7.211 Quadratmeter großen Gelände ein Betriebshof genutzt. Hier sind knapp 40 Mitarbeiter tätig, 27 Busse werden eingesetzt.
Im Rahmen der Linienausschreibungen durch den Rems-Murr-Kreis musste die OVR den Stadtverkehr in Backnang zum 1. Januar 2019 an FMO abgeben. Seit dem 1. August 2019 betreibt die OVR das Linienbündel 13 im Raum Backnang/Sulzbach/Murrhardt zusammen mit dem Subunternehmer Eisemann. Im Rahmen erneuter Linienausschreibungen konnte die OVR zum 1. Januar 2025 wieder den Stadtverkehr Backnang von FMO übernehmen.
Albstadt (ehemals WEG)

WEG-Logo

In Albstadt bedient die OVR mit zehn Bussen den „Albstadtbus“ im Bereich Talgang. Das Modell ist äußerst erfolgreich und kann starke Fahrgastzuwächse verzeichnen.
Hemmingen (ehemals WEG)
Vom Betrieb Hemmingen wird das Strohgäu, der Raum Vaihingen an der Enz und die Große Kreisstadt Leonberg bedient. Im Jahr 2005 wurde an das bestehende Werkstattgebäude ein neuer Verwaltungsbau angebaut und die Betriebstankstelle erneuert.
Neuenstadt am Kocher (ehemals WEG)
Vom Betrieb Neuenstadt verkehrt der sogenannte „Kochershuttle“ im Halbstundentakt. Dieser Schnellbus verbindet in einer Fahrzeit von 27 Minuten Neuenstadt am Kocher mit Heilbronn. An der Haltestelle Neuenstadt Lindenplatz ist der Umstieg vom Kochershuttle auf die anderen Linien im Kochertal möglich. Seit Juli 2007 gibt es eine stündliche Verbindung von Neuenstadt nach Öhringen mit dem Frankenexpress, den die OVR gemeinsam mit dem Nahverkehr Hohenlohe betreibt. Ende Dezember 2007 wurde der Betriebshofneubau im Neuenstädter Industriegebiet GIK bezogen. Dieser Betriebshof hat Ähnlichkeiten mit dem Neubau der OVR in Backnang. So sind auch in Neuenstadt die Busse unter einem Carport untergestellt. Vom Betrieb Neuenstadt werden auch Busmietverkehr und ein kleines Programm an touristischen Fahrten angeboten.
Güglingen
Zum 1. August 2020 übernahm die OVR das Linienbündel Zabergäu vom insolventen Busunternehmen Rexer einschließlich der Niederlassung im Güglinger Stadtteil Frauenzimmern mit Fahrzeugen und Beschäftigten.

### Ehemalige Standorte
Neuffen (ehemals WEG)
Vom Betrieb Neuffen wurde mit elf Bussen der Verkehrsraum Metzingen/Neuffen/Beuren/Bad Urach/Reutlingen erschlossen. Als Zu- und Abbringer der von der Württembergischen Eisenbahn-Gesellschaft bedienten Tälesbahn wurde unter der Woche gefahren. Sonntags, wenn die Tälesbahn nicht verkehrte, wurde die Strecke von Nürtingen nach Neuffen von der Buslinie 180 bedient, die von Neuffen weiter nach Beuren führte. Anfang 2011 wurde darüber hinaus der Linienverkehr der Firma Birkmaier aus Hülben übernommen (Linie 100 Hülben – Bad Urach – Reutlingen).
Nach Bündelung und Ausschreibung der Busverkehre verlor die OVR ihre Linien im Landkreis Esslingen zum 1. Januar 2018. Das Schwesterunternehmen Württembergische Bus-Gesellschaft (WBG) konnte zum 1. Januar 2017 das Linienbündel 8 (Kirchheim/Lenningen/Weilheim) für sich fährt auch als Subunternehmer für den neuen Betreiber Bader auf den ehemaligen OVR-/WEG-Linien im Landkreis Esslingen sowie ebenso im Auftrag der OVR auf der Linie 100 im Landkreis Reutlingen.

## Fuhrpark
Im Fuhrpark der OVR befinden sich über 100 Omnibusse der Marken Mercedes-Benz (Citaro, Sprinter), Neoplan, MAN (Lion’s City), Solaris (Urbino, Alpino), IVECO (Crossway) und Scania (Citywide) sowie ein originaler Oldtimer von Gottlob Auwärter jun. aus dem Jahr 1948.
Die OVR nahm Ende 2004 als erstes Unternehmen in Baden-Württemberg einen Gelenkbus des Typs Neoplan Centroliner Evolution (N 4522) mit der neuen, gesetzlich zulässigen Höchstlänge von 18,75 Meter in Betrieb. Waiblingen war damit nach den Großstädten München und Hannover die dritte Stadt in Deutschland. Seit Anfang 2020 werden in Waiblingen drei vollelektrische Midibusse des Typs Solaris Urbino 8,9 LE electric eingesetzt.

### Oldtimer

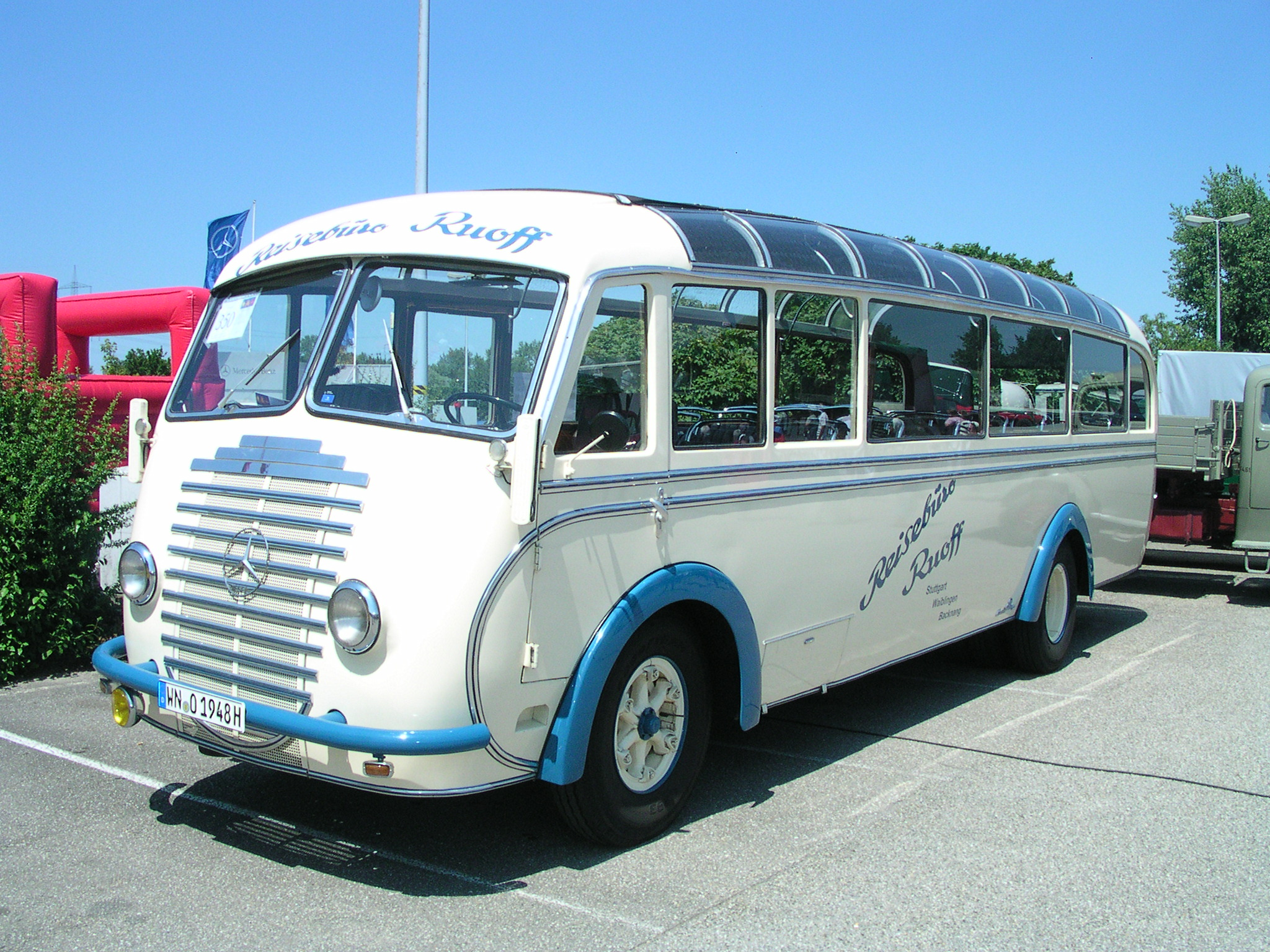
Daimler-Benz OP 3750 / Gottlob Auwärter

Die Geschichte des Auwärter-Busses begann 1939 mit der Herstellung des Fahrgestelles vom Typ OP 3750 bei Daimler-Benz in Mannheim. Im Zweiten Weltkrieg hatte Ruoff alle Busse bis auf einen verloren. Um den Verkehr nach 1945 wieder aufnehmen zu können, musste improvisiert werden. Sie erwarb von der amerikanischen Besatzungsmacht einige alte Fahrgestelle und ließ diese dann von Gottlob Auwärter jun. mit einer Karosserie versehen. Eine dieser Karosserien ist der heute erhaltene Reisebus, der 1948 entstand. Er wurde von nun an im Reiseverkehr eingesetzt. Er besaß ein Faltdach, große Fensterflächen und einen Heckgepäckraum.
Einige Jahre später kamen leistungsfähigere Busse im Reiseverkehr auf, mit denen dieser Bus nicht mehr mithalten konnte. Er wurde nun im Linienverkehr eingesetzt. Auch hier wurde der Bus bald durch jüngere und leistungsfähigere Busse ersetzt und an einen Gebrauchtwagenhändler in Stuttgart-Bad Cannstatt verkauft. Hier wurde er mit einem Holzverschlag umbaut und diente für Jahrzehnte als Abstellschuppen.
2003 entdeckten Oldtimer-Begeisterte den Bus, in zweijähriger Arbeit restaurierten sie ihn. Konrad Auwärter kaufte ihn anschließend auf und überließ ihn der OVR, damit das Fahrzeug als „Zeitzeuge der Busgeschichte“ wieder in seinem ursprünglichen Verkehrsgebiet zum Einsatz kommt.